# 조백 양
조백 양(曹伯 陽, ? ~ 기원전 487년)은 중국 춘추 시대 조나라의 마지막 백작(재위: 기원전 501년 ~ 기원전 487년)이다. 조 정공의 아들이며, 이름은 양(陽)이다.

## 생애
사기(史記) 관채세가(管蔡世家)에 따르면, 조 정공이 4년 만에 죽자 세자 양이 보위에 올랐다. 그가 조백 양이다. 조백 양은 사냥을 좋아했기에 자주 사냥을 다녔다.
어느날 어떤 사람이 송나라 도성에서 꿈을 꾸었는데, 군자들이 모여서 조나라를 멸망시키려고 상의를 하자, 조나라의 시조인 조숙 진탁(曹叔 振鐸)이 공손강(公孫彊)이란 사람이 나타나기 전까지는 멸망시키지 말아달라고 부탁했다. 군자들이 이를 허락하니 그 사람은 꿈에서 깨어나자마자 조나라를 뒤져 공손강이란 자를 찾았으나 없었다. 그는 집에 돌아와서 아들들에게 공손강이 나타나면 즉시 떠나라고 말했다. 그가 죽은 뒤 정말로 조나라에 공손강이 나타났다. 그리하여 그 사람의 아들들은 곧바로 송나라로 떠났다.
공손강은 조백 양이 사냥터에 갔을 때 사냥감을 잡아 바침으로써 환심을 샀다. 조백 양은 공손강의 간언을 듣고 그를 재상으로 등용했다.
기원전 487년, 조백 양이 공손강에게 패업을 이루는 법을 묻고 공손강의 말을 좇아 진(晉)나라와의 맹약을 깨고 송나라를 쳤다.. 당시 송나라 임금인 송 경공(宋 景公)은 이전부터 조나라와 작은 싸움을 벌이고 있었다. 이번에 조나라가 대대적으로 쳐들어 오자 송 경공은 곧바로 대군을 이끌고 반격했다. 조나라가 계속 지고 있는데 진나라가 맹약을 어긴 조나라를 돕지 않자, 이에 송 경공은 조나라를 크게 패배시키고 멸망시킨 뒤 조백 양과 공손강을 잡아 귀국하여 죽였다. 이리하여 조나라의 제사는 끊어지고 말았다.

## 가족

### 부모

#### 아버지
- 조 정공

| 전 임 정공 로 | 제26대 조나라 백작 기원전 501년 ~ 기원전 487년 | 후 임 - |